# 吳爾成
吴尔成（？—？），字伯玉，號玄水，南直隶松江府青浦县竈籍，華亭县人，明朝政治人物。

## 生平
万历二十八年（1600年）庚子科應天乡试舉人，三十二年（1604年）甲辰科进士，初授行人司行人，三十八年復補行人，四十一年升工部主事，本年改南礼部主事，四十三年升郎中，四十五年京察，降長廬运判，天启三年升南兵部車駕司主事，四年升光禄寺丞，冠带閑住。崇祯元年起尚宝司丞，二年升少卿，升南大理寺右寺丞。